# Мустафин, Раис Рауфович
Раис Рауфович Мустафин (23 октября 1980 — 13 июля 2020) — российский военнослужащий. Герой Российской Федерации.

## Подвиг
27 января 2000 года военнослужащие из нальчикской бригады внутренних войск заняли здание школы на правом берегу реки Сунжа. Ранним утром боевики предприняли попытку выбить военнослужащих с занимаемых позиций. В ходе боя бандитам удалось взять в плен троих солдат. Это увидел рядовой Раис Мустафин, который сразу принял решение помочь товарищам. Он сумел приблизиться к боевикам, но те открыли по нему шквальный огонь. В один из моментов боя у Раиса заклинил пулемёт и боевикам удалось взять солдата в плен. Когда его привели в один из учебных классов, где находилось больше десятка бандитов, Раис выхватил из кармана гранату и подбросил её вверх, а сам, увидев замешательство боевиков, выскочил в соседнюю комнату и спрыгнул в сделанный боевиками подземный проход.
По подземным коммуникациям рядовой Мустафин выбрался в комнату, в которой держал оборону, и продолжил неравную схватку с бандитами. Несколько часов он сдерживал яростные атаки врага, ведя огонь из табельного и трофейного оружия. Вызвав всю огневую мощь противника на себя, он дал возможность своему подразделению провести контратаку и вынудить боевиков отступить. Когда здание школы было отбито, сослуживцы не поверили своим глазам — они считали Раиса погибшим.
За личное мужество и героизм, проявленные в бою с незаконными вооружёнными формированиями, указом Президента Российской Федерации № 1284 от 11 июля 2000 года рядовой Мустафин Раис Рауфович был удостоен звания Героя Российской Федерации.